# Vu Cö-tien kínai császárnő
Vu Cö-tien, megnevezései Vu Csao/Wu Zhao, Vu Hou/Wu Hou és a Tang-dinasztia idején Tian Hou, magyar szakirodalomban Vu császárné, illetve Vu császárnő (624 – 705. december 16.) kínai uralkodó, aki előbb császárnéként, régensként (皇帝), majd császárnőként kormányozta birodalmát a Tang-dinasztiát félresöprő Csou-dinasztia korai korszakában (684–705). Habár sok nő uralta Kínát hosszú története során, ő volt az egyetlen, akit hivatalosan is elismertek császárként.
Eleinte Taj-cung császár ágyasa volt. Halála után hozzáment a koronaherceghez, Taj-cung 9. fiához, Kao-cung császárhoz, hivatalosan Kao-cung huanghouja lett (皇后, lefordítható „császárnéként”, „feleségként” vagy „kormányzó császárnéként”) 655-ben, ezzel figyelemre méltó politikai befolyást is szerzett. 660-ban Kao-cung stroke-ot kapott, ezután Vu Cö-tien lett a régenscsászárnő, 705-ig ezt a császári ranggal egyenlő hivatást töltötte be.
Uralkodásának politikai és katonai törekvéseit a Kínai Birodalom nagy fokú terjeszkedése jellemezte, a birodalom határait kiterjesztette, egészen belső Közép-Ázsiáig, folyamatosan háborút viselt a Koreai-félszigeten, elsőként Silla szövetségeseként Kogurjo ellen, majd Silla ellen a Kogurjói terület elfoglalásakor. Kínán belül a hatalom megkaparintása és megtartása érdekében tett erőfeszítéseinek közvetlen következményei ellenére Vu uralkodása nagy hatással volt a polgári rétegre, támogatta a taoizmust, a buddhizmust, az oktatást és az irodalmat. Emellett Vu Cö-tien nagy mértékben támogatta a Lungmen-barlangok és a Csienling Mauzóleumban található "Szótlan Sírkő" kialakítását és néhány fontos épület megépítését.
Aktív családi életet élt, négy fiú édesanyja volt, kik közül három viselte a császári címet (bár egyikőjük csupán posztumusz címként kapta meg). Egyik unokája lett a híres Tang Szu-cung császár.

## Családi háttere

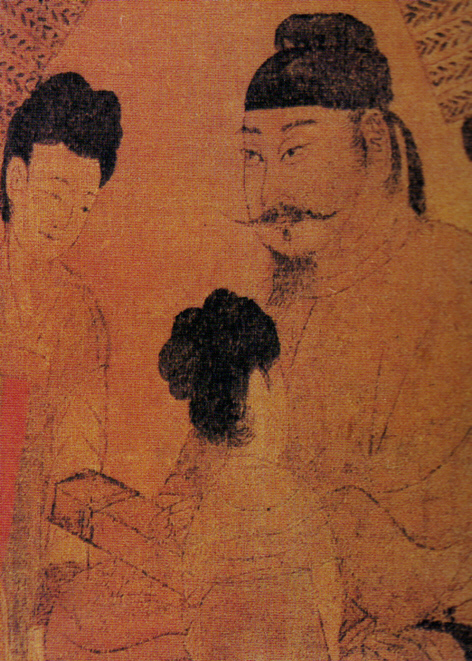
Egy festmény, mely Tang Taj-cung császárt ábrázolja. Készítette Yan Liben (600–673 körül)

A Vu Tang család Vensuj megyéből, Pingcsouból eredeztethető. Vu Cö-tien születési helyét nem dokumentálták semmilyen történelmi iratban. Néhányan azt állítják, hogy Licsouban (利州), mások pedig hogy a császári fővárosban, Hszianban született.
Vu 624. február 17-től 705. december 16.-ig élt. Tang Kao-cu császár uralkodásának 7. évében született. Apja, Vu Sihuo fakereskedéssel foglalkozott, a család jó módban élt. Édesanyja a tekintélyes Jang családból származott. Jang Szuj császár utolsó éveiben Li Jüan (a későbbi Kao-cu császár) sokat tartózkodott a Vu családnál és közel került hozzájuk. Miután megdöntötte Jang császár uralmát, bőkezűen bánt a Vu házzal: pénzzel, gabonával, földdel és ruhával látta el őket.
Vu Cö-tien gazdag családba született. Saját szolgái rutin feladatokat tanítottak meg neki, így később nem kellett édesanyjának megtanítania semmilyen házi munkára. Emiatt édesapja kezdeményezte, hogy könyveket olvasson és folytassa tanulmányait. Fontos volt számára, hogy lánya megfelelő taníttatásban részesüljön, mely akkor nem volt mindennapi a nők körében. Vu nem tűnt olyan lánynak már kiskorában sem, aki csöndesen üldögélne és kézimunkázna, miközben teát szürcsölget egész álló nap. Ezért Vu számos témáról olvasott, politikáról és császári intézkedésekről, írásról, irodalomról és zenéről. Vu felnőtt és folytatta a tanulást, amennyire csak tudta az apja támogatásával. 14 évesen császári ágyasként elvitték a császári palotába Taj-cung császárhoz. Ezzel úgymond hivatalhoz jutott az udvarban, mellyel lehetősége nyílt továbbtanulni. Megkapta a cairen címet (tehetség), mely egy ötös fokozatú udvarhölgyi rangot jelölt Tang császár kilencfokozatú, császári nemesek, hivatalnokok és udvarhölgyek alkotta rendszerében. Mikor a palotába hívatták Vu Cö-tient, édesanyja, Jang úrhölgy keserves sírás közepette mondott búcsút lányának, viszont Vu így felelt: „Anyám, honnan tudod, hogy nem épp a szerencsém, hogy találkozhatok a Menny Fiával?” Ezzel Jang megértette lánya terveit, és abbahagyta a sírást.
Vu udvarhölgy azonban nem tűnt a császár kedvencének, bár egyszer valószínűleg szexuális kapcsolatot létesítettek. Mikor Taj-cung császár meghalt 649-ben, legkisebb fia, Li Csi vette át a trónt, immár Kao-cung császárként. Li és Vu már Taj-cung idejében intim viszonyban álltak egymással.
Taj-cung tizennégy fiút nemzett, hármat az imádott Cangsun császárnővel, míg Vu ágyassal egyet sem. Így a hagyományhoz híven, miszerint azokat az udvarhölgyeket, akik nem tudtak gyermeket szülni az elhunyt császárnak, egy szerzetesi intézménybe szállítják, Vu Cö-tient a Ganye-templomba száműzték, ahol hátra lévő éveit buddhista papnőként kellett volna leélnie. Vu azonban megtagadta a parancsot, és megszökött a zárdából. Később Li Csi meglátogatta őt, és még szebbnek, intelligensebbnek és vonzóbbnak találta, mint valaha, ezért saját ágyasaként visszavitte őt a palotába.

## Felemelkedése

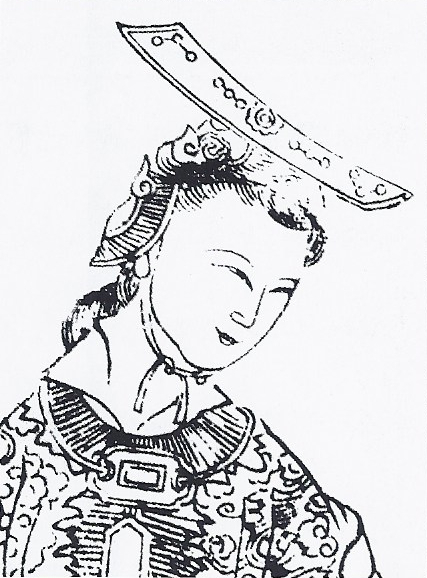
Egy ábrázolás Vuról, a Csou Vu császárnőből, 1690 körül publikálták

### Császári ágyas
A 650-es évektől kezdve Kao-cung ágyasa volt Vu Cö-tien, majd megkapta az előkelő Csaoji (昭儀) címet, mely a második legmagasabb udvarhölgyi fokozat volt abban a korban. Vu fokozatosan növelte befolyását a palota vezetése felett Kao-cung hatalmán keresztül, és végül már ő döntött a fontos kérdésekben is. Kegyetlen törtetőként híresült el, aki mindent megtett, hogy megkaparintsa a hatalmat, korai históriások szerint még arra is képes volt, hogy megölje saját lányát, ezzel megtartva a Vu császárné címet.
Kao-cung 20 évesen lett kínai császár. Tapasztalatlan volt, és a folyamatos betegeskedések miatt sokszor munkaképtelen, csak utódnemzésre volt képes. Mikor Vu a palotába visszaköltözött, az akkori császárné, Vang úrhölgy nem volt Kao-cung császár kedvence, sokkal inkább szerette Hsziao udvarhölgyet, aki egy fiúval és két lánnyal ajándékozta meg. Ezért Vu és az őt a palotában szívélyesen fogadó Vang császárné összefogtak, hogy kitaszítsák a császár kegyeiből Hsziao udvarhölgyet.
Vu hamarosan Kao-cung császár új kedvence lett. 652-ben élete adott első gyermekének, Li Hongnak, majd 653-ban még egy fiút szült, Li Hszient. Egyik fiú sem számíthatott az örökösi kinevezésre, mert a császár kancellárja, Liu Si kijelölte saját fiát, Liu Zongot, akit maga Vang császárné is támogatott. Vang császárné és Hsziao udvarhölgy mindketten elveszítették a császár kegyeit, ezért Vu Cö-tien ellen egyesítették erejüket, kevés sikerrel. A császár szerelme jeleként 654-ben posztumusz rangot ajándékozott Vu megboldogult apjának, Vu Sihuónak.
Nem sokkal azután, hogy Vu Cö-tien újabb gyermeknek adott életet, a kislány meghalt. A régi legendák Vu udvarhölgyet hataloméhes nőként festették le, akit hidegen hagyott, kinek okoz fájdalmat. Éppen ezért elterjedt feltevés, hogy maga az anya ölte meg saját gyermekét, hogy ezzel bemocskolhassa Vang császárnét. Mások azt gondolják, hogy valóban Vang kísérelte meg a gyilkosságot Vu iránti féltékenysége és utálata miatt, hiszen neki nem születhetett gyermeke. Egy harmadik teória szerint a gyermek bölcsőhalált halt. Mivel abban a korban nem ismertek semmilyen szellőztetési technikát és kőszénnel fűtöttek, a kisgyermek szén-monoxid-mérgezésben  is elveszthette életét. Bármi is volt a kislány halálának oka, Vu Cö-tien nyíltan Vang császárnét hibáztatta. Szándékos fojtogatás gyanújával Vu kezdeményezésére per is indult Vang császárné ellen, amit a császár is támogatott. A vád szerint Vang császárnőt a féltékenység vezérelte, ráadásul alibivel sem tudott szolgálni, így nem tudta magát kellően megvédeni. A dühös Kao-cung császár el akarta mozdítani Vangot császárnői rangjából, hogy azt Vu Cö-tien vehesse fel, de előtte meg akart bizonyosodni arról, hogy ezt az udvari miniszterek is támogatják. Elsőként nagybátyjánál, a főkancellárnál, Csangszun Vu-csinál tettek látogatást Vu Cö-tien udvarhölggyel együtt, azonban a látogatás eredménytelennek bizonyult.
655 nyarán Vu Cö-tien udvarhölgy Vang császárnét és anyját, Liu hölgyet boszorkánysággal vádolta meg. Erre válaszul Kao-cung császár kitiltotta Liu hölgyet a palotából, Vang császárné nagybátyját, Liu Sit pedig lefokozta. Eközben egy hivatalnokokból álló frakció kezdett szerveződni Vang köré, többek között Li Ji-fu, Hszü Ji-hszüan (崔義玄), Jüan Kung-jüt (袁公瑜) is beleértve. 655 őszén Kao-cung császár a palotába hívatta Csangszün, Li Csii, Jü Cse-ning, és Csu Szüj-liang kancellárokat, hogy megvitassák, ki legyen a császárné. A találkozón Csu vehemensen ellenezte Vang császárné elmozdítását, míg Csangszün és Jü hallgatásukkal fejezték ki egyet nem értésüket. A császár a kancellárok nemtetszése ellenére is érvényesítette akaratát, és Vang császárnét Hsziao udvarhölggyel együtt börtönbe vetette, majd Vut nevezte ki az új császárnénak. Később, de még ugyanabban az évben Vu császárné parancsára Vangot és Hsziaót is meggyilkolták, amikor Kao-cung éppen szabadon bocsátásukon gondolkodott.

### Császárné
Vu 655-ben lett Kao-cung császár új főfelesége, császárné (皇后, húanghòu). 656-ban Hszü Csing-cung tanácsára leváltotta Liu udvarhölgy fiát, Li Csongot, aki ezt követően a Liang herceg címet viselte, míg Vu császárné fia, Li Hong előrébb lépett a rangsorban, és Taj herceg néven koronaherceg lett.
657-ben Vu császárné és szövetségesei elkezdték hatalomra jutásának megakadályozóit eltávolítani a palotából. Han Jüant, Laj Csit és Csu Szuj-liangot az udvarból eltávolította, távolabb eső megyék elöljáróivá neveztette ki azzal a feltétellel, hogy soha többé nem térnek vissza a birodalmi fővárosba, Csanganba. 659-ben Csangszün Vu-csit vádolta meg felségárulás tervével. Csangszünt száműzték, és később öngyilkosságra kényszerítették.  660-ban, Li Csongot, Kao-cung Liu udvarhölgytől született elsőszülött fiát Vu császárné száműzetésbe küldte, és házi őrizetben tartotta.
Ezután Kao-cung császár és Vu császárné Piang prefektúrában tett körutazást. Ekkor Vunak lehetősége nyílt meghívnia régi szomszédjait és rokonait egy lakomára. Később Kao-cung elkapott egy betegséget, mely borzasztó fejfájással és időszakos látásvesztéssel járt együtt, és ekkor bízta meg először Vut azzal, hogy a hivatalnokok által előkészített kérelmek ügyében döntsön. Úgy híresült el, hogy Vu császárné gyorsan átlátta a különféle helyzeteket, jártas volt az irodalomban és a történelemben is, így helyes döntéseket hozott.
A történetírás szerint 664-re Vu császárnénak már akkora befolyása volt a császári kormány ügyeire, hogy Kao-cung császár megharagudott rá. Emellett a fáma szerint kapcsolatba került a szigorúan tiltott boszorkánysággal is a taoista Kuo Hszing-csenen (郭行真) keresztül – a boszorkányság vádja vezetett Vang császárné bukásához is –, amivel tovább ingerelte Kao-cungot. Sangkuan Ji kancellár azt tanácsolta a császárnak, hogy mondassa le a császárnét. Erről azonban tudomást szerzett Vu császárné is, ezért kérdőre vonta a császárt. Kao-cung nem bizonyult elég határozottnak ahhoz, hogy lemondassa feleségét, ezért az egész ötletet Sang kuan kancellárra hárította. Az ügy következményeként az eunuchhal együtt lemondatták és száműzték a kancellárt, és mivel mindketten Li Csong házához tartoztak, Li Csongot öngyilkosságra kényszerítették. Ezután a birodalmi találkozókon Vu császárné Kao-cung mögött ülhetett, egy függönnyel elválasztva a császártól. A közbeszédben úgy kezdtek hivatkozni rájuk, mint a „Két Szent”-re (二聖, Er Sheng).
Eközben Vu császárné édesanyját, Jangot Zsong néven, míg megözvegyült nővérét Han néven úrhölggyé nevezték ki. Két bátyja és unokabátyjai is magas rangokat kaptak az udvarban. Később Han úrhölgy meghalt, árván maradt lánya, Vej úrhölgy a palotában maradhatott. Kao-cung császárnak valószínűleg az volt a Vu elől titkolt terve, hogy Vej majd ágyasként fogja szolgálni őt. Úgy tartják, hogy Vu császárné tudomást szerzett a tervről, ezért megmérgeztette unokahúgát: Vu a bátyjaival küldött ételbe rejtette a mérget, ezzel a férfiakat tette meg bűnbaknak, akiknek a sorsa végül száműzetés lett.
670-ben Vu édesanyja, Zsong úrhölgy meghalt. Kao-cung császár parancsára minden hivatalnoknak és feleségeiknek részt kellett venniük a temetésen. Az év vége felé, nagy aszály tombolt a területen, ezért Vu császárné felajánlotta lemondását, melyet a császár elutasított.

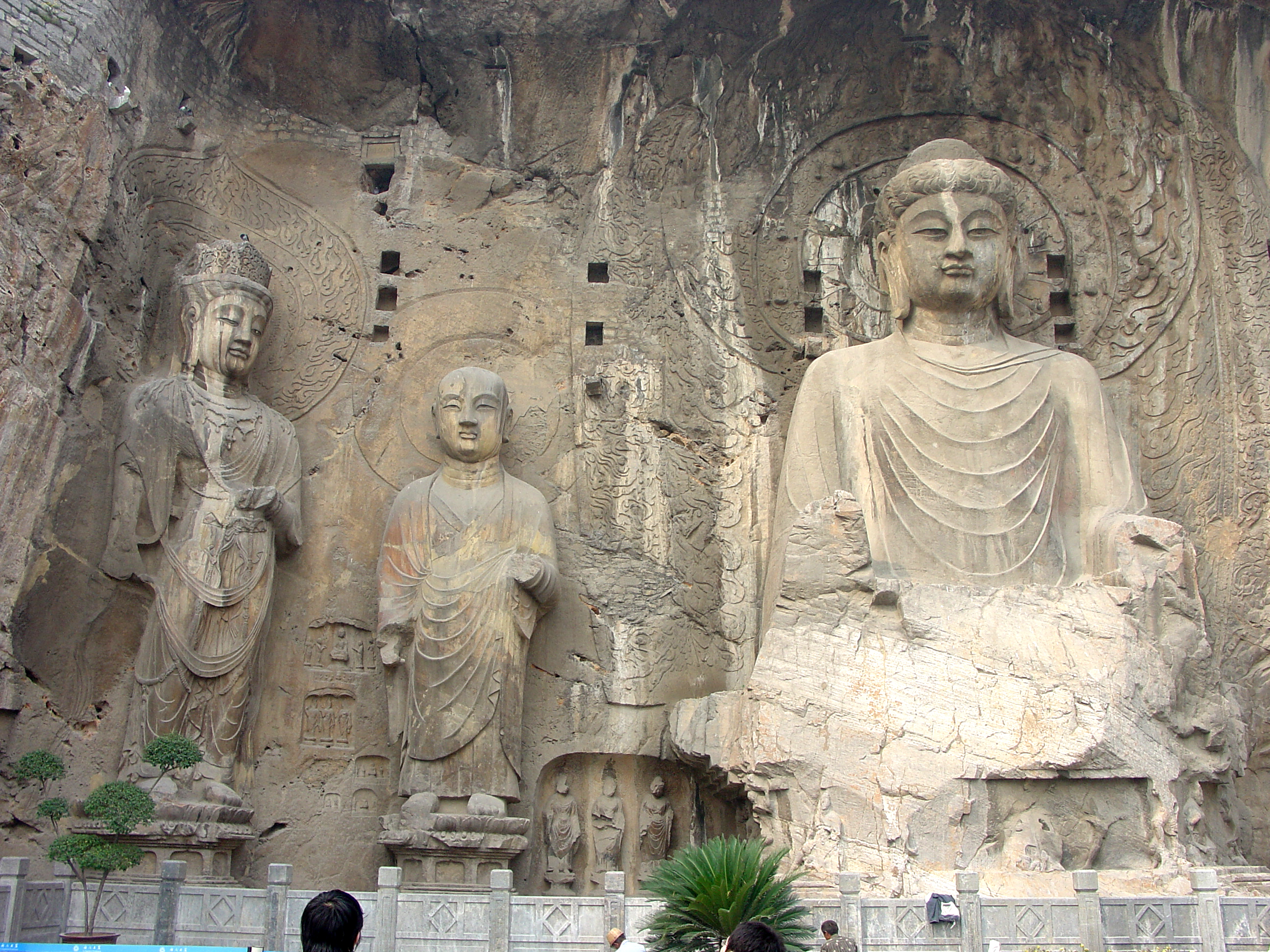
A Fenghszian-barlangtemplom (675 körüll) a Longmen-barlangoknál, készült Vu Cö-tien megbízásából; a hatalmas központi szobor Buddha Vairócsana-megtestesülését ábrázolja

675-ben az addig is betegeskedő Kao-cung egészségi állapota egyre rosszabbá vált, így felvetette, hogy Vu császárnét megteszi régensnek. Ezt közvetlen tanácsadói ellenezték, akik még ugyanabban az évben megtapasztalhatták a császárné bosszúját. A koronaherceg Li Hong – aki egyébként igyekezett édesanyját mérsékletre inteni a császárság kormányügyeibe való beleszólást illetően, illetve igyekezett rávenni Vut, hogy féltestvéreit, Hsziao udvarhölgy lányait kiházasítsa – váratlanul meghalt. Korabeli történetírók úgy vélték, Vu császárné mérgezte meg a saját fiát. Végül Li Hszient, a későbbi Jong herceget nevezték ki koronahercegnek.
Nem sokkal később a herceggel is megromlott a kapcsolata a császárnénak. Li Hszient zavarta, hogy az udvari pletykák szerint ő nem Vu császárné, hanem a nővére, Han úrhölgy vér szerinti fia. Vu tudomást szerzett erről, és megharagudott Li Hszienre. 680-ban Li Hszient különböző bűnökkel gyanúsították meg és egy házkutatás során több levágott kart is találtak a palotájában. Vu császárné formálisan felségárulással és hivatalnok ellen elkövetett merénylet kitervelésével vádolta meg. Li Hszien herceget címeitől megfosztották és száműzték a palotából, öccse, Li Csen lett az új koronaherceg.
683 végén Kao-cung császár Lojangban meghalt. 684 második hónapjában Li Csen lett Csung-cung néven az új császár, de Vu is megtartotta tekintélyét mint özvegy császárné és régens.

### Özvegy császárné
Császári férje halála után Vu özvegy császárnéként (皇太后, húangtàihòu) és régensként tevékenykedett a palotában. Kao-cung császár végakaratában felhatalmazta Li Csen koronaherceget, hogy halála után trónra lépjen, ahogy arra is felszólította, hogy minden fontosabb katonai vagy belpolitikai kérdésben kérje ki Vu császárné véleményét.
Amint az új császár elfoglalta trónját, rögtön összetűzésbe keveredett Vu császárnéval. Csung-cung császár felesége, Vej császárné befolyása alatt állt, még apósát is kinevezte miniszterelnöknek, valamint a kormányt ellenőrző hivatal fejének, sicungnak (侍中) is kinevezte, illetve a kancelláréval azonos szintű menhszia seng (門下省rangot is nekiajándékozta. Szoptatós dajkájának fiát középosztálybeli hivatallal akarta felruházni. Mindezen törekvéseit Pej Jan kancellár ellenezte, és Vu császárné tudomására hozta az új császár terveit. Mindezek után több generálissal összefogva lemondatták Csung-cungot, majd Luling hercege címmel alig hathetes uralkodást követően száműzték a palotából, és legkisebb fiát, Li Tan-kót, Jü herceget ültették a helyére.
Az új uralkodó Zsuj-cung néven lépett a trónra, de valójában Vu császárné kormányzott helyette. A külsőségekre sem adtak, ezt követően Vu császárné nem rejtőzött többé függönyök mögé, sőt, az uralkodót is igyekezett meggyőzni arról, hogy formálisan ismerje el császárnői hatalmát. Zsuj-cung sosem vett részt a birodalmi ügyek megvitatásában, és börtönlakóként élte napjait a palota zárt falain belül. Végül 690-ben Zsuj-csu kiáltotta ki édesanyját, Vut a birodalom császárnőjévé, ezzel megalapult a Csou-dinasztia, élén a Huangdival, Vu császárnővel.
Uralkodásának korai szakaszára a rendőrség által gyakorolt terror volt jellemző, mely fokozatosan enyhült. Ennek ellenére elővigyázatos és alkalmas uralkodónak bizonyult, melyet még a vele szemben álló történetírók is elismertek. Kiváló hivatalnokokat állított maga mellé, elismerést nyert mind a Tang-dinasztiában, mind az azt követő dinasztiák során. Zsuj-cung egy puccs során ugyan visszaszerezte a császári címet, de továbbra is Vu tartotta a markában a hatalmat. A hivatalnokok nem találkozhattak a császárral, és a császár sem szólhatott bele az állami ügyekbe. Unokaöccse, Vu Cseng-si javaslatára még a Vu családi szent oltárt is kibővítette és még nagyobb posztumusz díjakkal dicsőítette őseit.
686-ban Li Csi unokája, Li Csing-je, a száműzetésben lévő Jing herceg lázadást szított Jang prefektúrában. Bár a lázadást széles tömegek támogatták, ez Li Csing-je nem használta ki kellően, és csak lassan tört előre a birodalmi főváros felé. Eközben Pej kancellár felvetette Vu császárnőnek, hogy adja át a hatalmat a császárnak, és így a lázadás magától összeomlik. Az ötlet felháborította Vut, és meggyanúsította a kancellárt, hogy ő is szövetkezett a lázadókkal, ezért száműzte a palotából. Több hivatalnokot lefokozott, száműzött vagy megöletett, akik Pej terve mellett foglaltak állást. Li Hsziao-ji generálist küldte a lázadók leverésére. Li Csing-je először elmenekült, de végül megölték a császári katonák.
685-ben Vu császárnő intim kapcsolatba keveredett egy buddhista szerzetessel, Huai-jivel és a következő pár évben számos kitüntetésekkel gazdagodott a szerzetes.
Mindeközben a császárnő úgy gyanította, sok hivatalnok ellenezheti uralkodási módszerét. ezért réz postaládákat állított a császári épületek elé, hogy az emberek titokban feljelenthessék a császárnő ellenségeit és kritikusait. A titkosrendőrök ismét fontos szerephez jutottak, több hamis gyanúsításban, kínzásban és koholt ellenségek eltávolításában segédkeztek, többük ezzel sikeresen felemelkedett a ranglétrán.
688-ban Vu özvegy császárnő áldozatot mutatott be a Luo folyó (洛水) istenének. Az eseményre meghívta a Tang-dinasztia Li klánjának idős tagjait is Lojangba. A hercegek attól tartottak, hogy a császárnő hatalmát megerősítendő mészárlást tervez az előkelőségek körében, így átvették a kezdeményezést, és maguk kovácsoltak tervet a császárnő megtámadására. Mielőtt a részletes terv megszülethetett volna, Li Csen és fia, Li Csong, Langje hercege előretörtek. A többi herceg viszont még nem állt készen, és távolmaradt a támadástól, így a császárné katonái könnyűszerrel elpusztították a lázadó hercegek csapatait. Vu császárnő kapott az alkalmon, és börtönbe vetette Kao-csung ükunokaöccseit (Li Jüan-csiát, Han hercegét, Li Ling-kujt, Lu hercegét) és a Li klán több tagját, majd öngyilkosságra kényszerítette őket. Az elkövetkező években számos hasonló politikai tisztogatás zajlott le a hivatalnokok és a Li klán ellen.
690-ben Vu megtette az utolsó lépést afelé, hogy császárnői régens és huangdi váljon belőle az újonnan felemelkedő Csou-dinasztia élén. A tradicionális kínai örökösödési rend szerint nő sohasem kerülhet a trónra, de Vu ennek a szabálynak ellenszegülve megkísérelte a hatalomra lépést és a titkosrendőrség támogatásával ez sikerült is neki.

## Császárnői uralma

### Uralkodásának kezdete

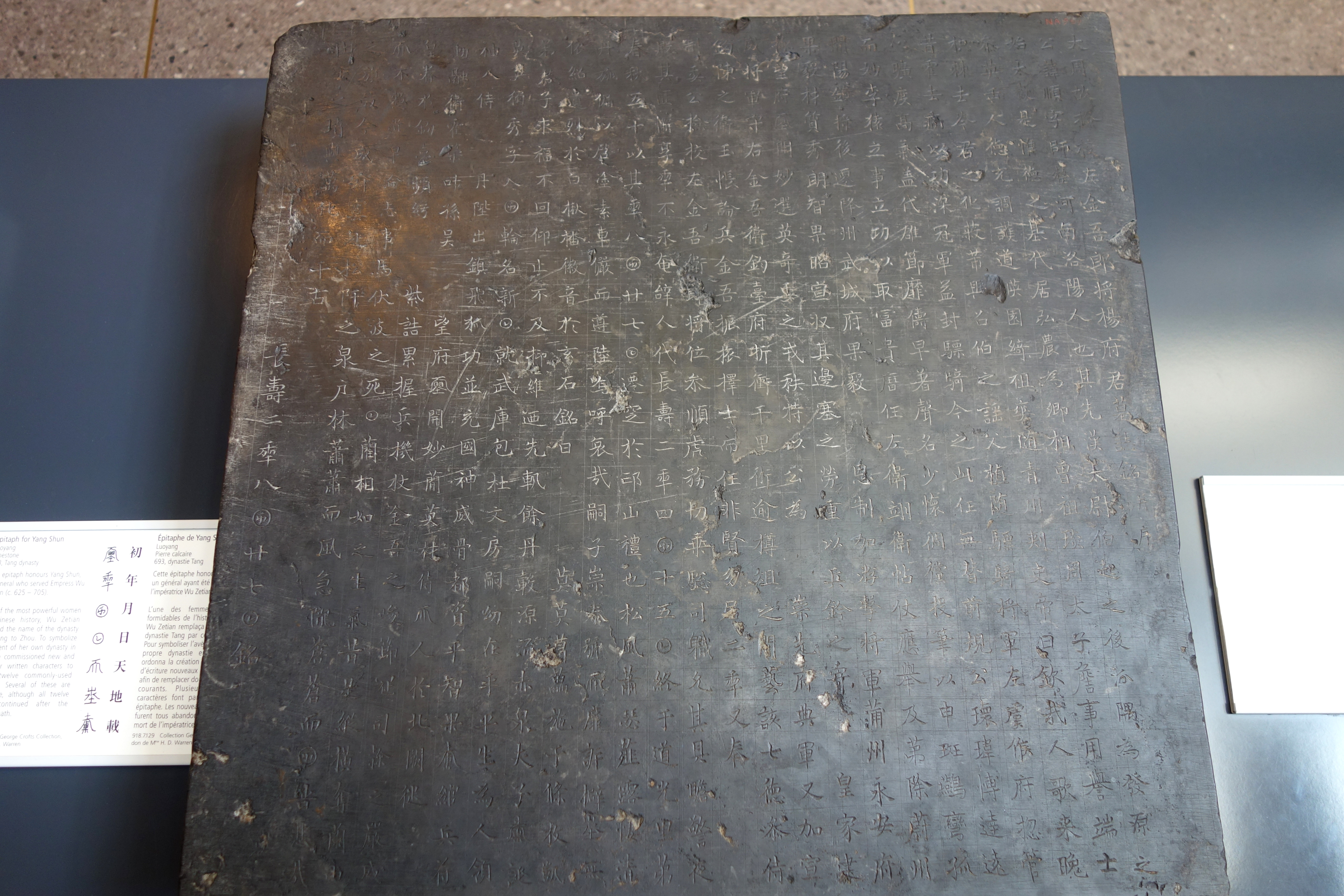
Jang Sun, Vu Cö-tien császárnő tábornokának sírköve, Kína, Lojang, 693, mészkő, Royal Ontario Museum

Röviddel trónra kerülése után Vu Cö-tien jelentőségében a taoizmus fölé emelte a buddhizmust mint vallást. A két fővároshoz, Lojanghoz és Csanganhoz tartozó prefektúrák mindegyikében buddhista templomokat építtetett Dayun (大雲寺) néven, kilenc idősebb szerzetest pedig hercegi rangra emelt. A Vu család hét generációjának elhunyt tagjait a császári ősök templomában helyeztette el, de mindemellett folytatta az áldozatok bemutatását a Tang-császárok, Kao-cu, Taj-cung és Kao-cung tiszteletére is.
Vu császárnőnek meg kellett oldania az örökösödés égető gondját is. Császárnővé válásakor fiát, Li Tant, a korábbi Tang Zsuj-cung császárt tette meg koronahercegnek, és felruházta a Vu dinasztianévvel. Az udvari tisztviselők egyike, Csang Csaj-fu azonban meggyőzött egy Vang Csing-csi nevű közembert arról, hogy kérelmezze a császárnő unokaöccse, Vu Cseng-szi koronaherceggé kinevezését azzal az indoklással, hogy a Vu-dinasztia uralkodójának a Vu nemzetség egyik tagjának kell továbbörökítenie a trónt. Vu császárnő eleinte hajlott a megegyezésre, az ötletet ellenző kancellárjait pedig kivégeztette. Végül azonban a császárné úgy döntött, hogy nem teszi Vu Cseng-szit koronaherceggé, de abba belelegyezett, hogy Vang Csing-csi a palotában személyesen is felkereshesse őt. Vang azonban visszaélt a keggyel, többször is visszatért a császári palotába, és végül a császárné hivatalnokai egyikét, Li Csao-töt arra utasította, hogy lássa el a közember baját. Li agyonverette Vangot, majd végleg meggyőzte a császárnét arról, hogy egy unokaöcs nem lehet alkalmasabb koronaherceg a saját fiánál, emellett Vu Cseng-szi trónra kerülése egyet jelentene az özvegy császárnő férje, Szung Kao-cung császár kultuszának leáldozásával. Vu Cö-tien elfogadta az érveket, és egy darabig nem foglalkozott többet az örökösödés kérdésével. A potenciális trónkövetelő unokaöcsöt, Vu Cseng-szit azonban megfosztotta kancellári méltóságától, és mindennemű tényleges hatalom nélküli, szimbolikus címeket adományozott neki.
Eközben a császári titkosrendőrség vezetői mind több hatalomhoz és befolyáshoz jutottak, de 692 környékén a jelek szerint kísérletek történtek a túlkapásaik megfékezésére. A testület egyik vezetője, Laj Jün-csen három kancellárt, Zsen Csi-kut, Ti Zsen-csiöt és Pej Hszing-pent, valamint további négy tisztviselőt ki akart végeztetni, de a letartóztatott kancellárok egyike, Ti kicsempészett a börtönből egy kegyelemért esdeklő levelet, így a titkosrendőrség tisztogatási kísérlete meghiúsult. A hét vádlottat ugyan száműzték, de életüket megkímélték, és az incidenst követően – különösen Li Csao-tö, Csu Csing-cö és Csou Csü közbenjárására – a politikai indíttatású mészárlások ha meg nem is szűntek, de mindenképpen megritkultak. Ugyancsak 692-ben Vu császárnő azzal bízta meg Vang Hsziao-csiö tábornokot, hogy támadja meg a Tibeti Birodalmat. Vang sikerrel visszafoglalta a nyugati tartományok négy helyőrségét, amelyek még 670-ben kerültek tibeti kézre: Kucsát, Jütient, Kasgárt és Szujét.
693-ban a császárné egyik legkedvesebb udvarhölgye, Vej Tuan’er hamisan boszorkánysággal vádolta be Vu császárnénál Li Tan feleségét, Liu koronahercegnét és Li Tan egyik, Tou nevű ágyasát. A császárné mindkét nőt kivégeztette. Li Tan koronaherceg, attól való félelmében, hogy rá is ez a sors vár, szó nélkül tűrte el az eseményeket. Vej udvarhölgy tovább szőtte ármányos terveit az általa gyűlölt koronaherceg ellen, de valaki az udvarból leleplezte őt, és Vejt is kivégezték. A császárné ezt követően megfosztotta Li Tan fiait hercegi rangjuktól, és amikor két udvari tisztviselőt, Pej Fej-kungot és Fan Jün-hszient az a vád ért, hogy titokban találkozgatnak Li Tannal, a császárné őket is kivégeztette, a tisztviselőknek oedig megtiltotta a koronaherceggel való érintkezést. Csakhamar azonban újabb vádak ütötték fel a fejüket a koronaherceggel szemben, nevesül, hogy felségárulást elkövetve a hatalomért szövetkezett. Vu császárné közvetlen irányítása alatt a titkosrendőrség egyik vezető tisztségviselője, Laj Jün-csen kezdte meg az ügy felgöngyölítését. Li Tan szolgáit letartóztatták és olyan kegyetlen kínzásnak vetették alá, hogy többen gazdájuk ellen vallottak. A szolgák egyike, bizonyos An Csin-cang azonban Li Tan védelmére kelt, és hogy a koronaherceg ártatlanságát esküvel bizonyítsa, vallatói előtt késsel felvágta a saját hasát. Amikor ez Vu császárnő fülébe jutott, azonnal orvosokat rendelt An mellé, akik végül meg is mentették a szolga életét, Lajnak pedig parancsot adott a nyomozás befejezésére. Li Tan megmenekült.
A Vu Cseng-szi 692-es eltávolítása után nagy befolyást elnyerő Li Csao-tö 694-ben érte el végzetét, a hatalmát féltő császárné eltávolította őt a palotából. Ugyanebben az időszakban került a császárnő egy misztikus csoport hatása alá. A csoport egy magát 350 évesnek valló remetéből, Vej Si-fangból (aki rövid időre kancellári címet is kapott Vutól), egy jóstehetséggel megáldott idős buddhista szerzetesnőből, és egy a bevallása szerint ötszáz éves nem kínai férfiból állt. Vu császárné röviden kacérkodott azzal is, hogy a buddhizmus Maitréja-alakjára építi fel saját kultuszát. Amikor 695-ben a császárnő volt szeretője, Huai-ji szerelemféltésből felgyújtotta és leégette a császári üléstermet (明堂) és a Mennyei Termet (天堂), Vu a gyújtogatót kivégeztette és éktelen haragra gerjedt, amiért a misztikusok nem látták előre a katasztrófát. Az öreg szerzetesnőt és tanítványait rabszolgasorba taszította, Vej remete öngyilkosságot követett el, a másik férfi pedig megszökött a császári udvarból. Az incidenst követően a császárnő elszántan vetette bele magát az államügyekbe, és kevesebb figyelmet fordított a miszticizmusra.

### Uralkodásának középső időszaka

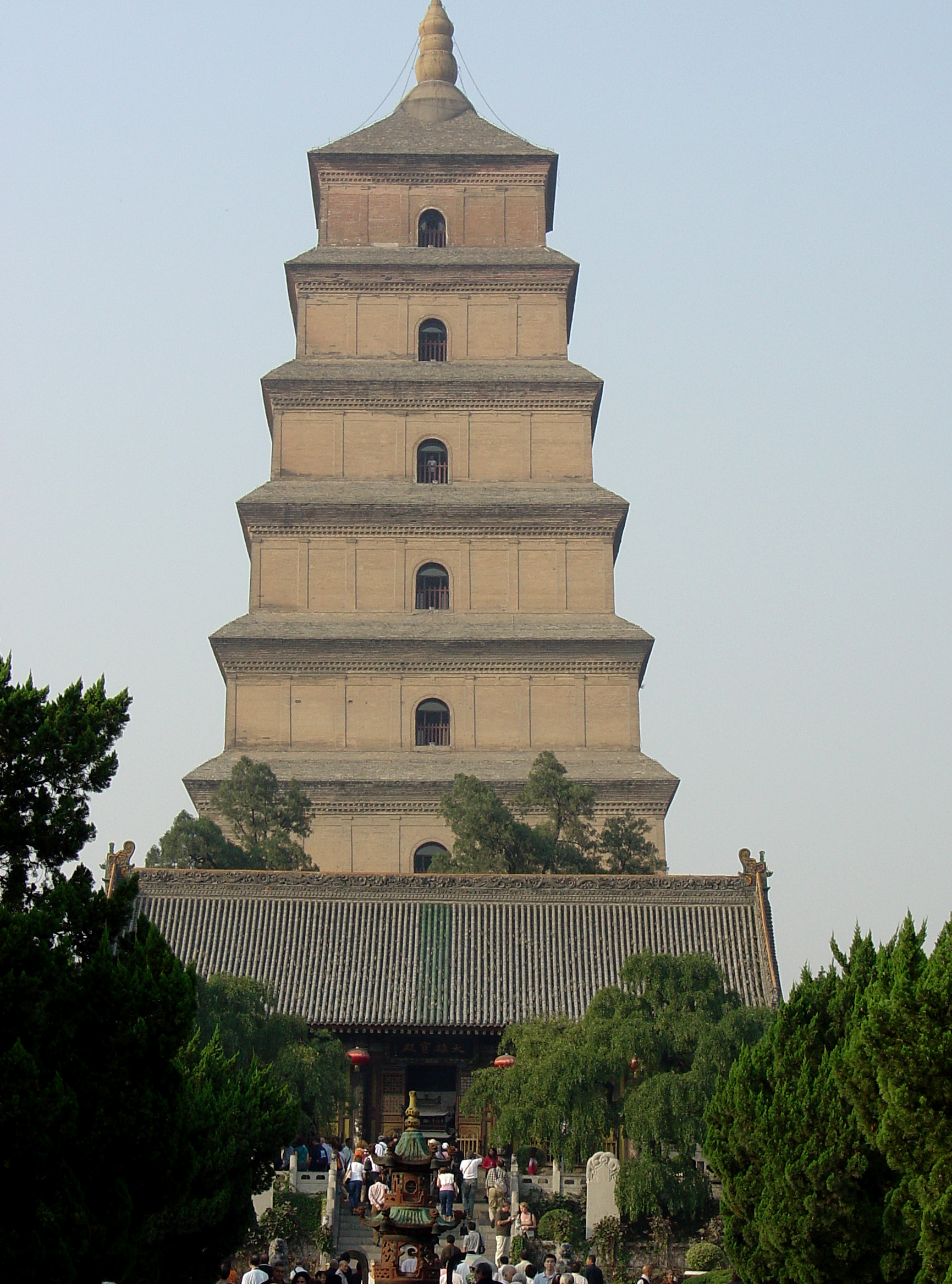
Az Óriás Vadlúd Pagoda eredetileg 652-ben épült, majd összeomlása után, 701–704 között újjáépítették; a jelenlegi szerkezet nagyrészt megegyezik a 8. századival, bár az 1556-os saanhszi földrengés során három legfelső emelete leomlott

Vu Cö-tiennek előbb nyugati, majd északi szomszédaival is meg kellett küzdenie. 696 tavaszán Vang Hsziao-csie és Lou Si-tö parancsnoklása alatt hadsereget küldött a Tibeti Császárság ellen, de seregére a tibetiek parancsnokai, Gar Trinring Cendro és Gar Cenba vereséget mértek. Vu császárnő Vangot és Lout megfosztotta katonai rangjuktól, Vangot közemberi státusba taszította, Lout pedig megyei tisztviselői állásba száműzte, később azonban mindkettejük tábornoki rangját visszaállította. 696 áprilisában, megszilárdítandó tekintélyét, a császárnő újraöntette a kilenc háromlábú bronzüstöt, a kínai császári hatalom jelképeit.
Kevéssel később, 696 nyarán még nagyobb veszedelem érte az országot, ezúttal északról. A kitajok törzsfőnökei, Li Csin-csung és Szun Van-zsung haragra gerjedtek, amiért a Csou Birodalom egyik tisztségviselője, Jing prefektusa, Csao Ven-huj kegyetlenül bánt a kitajokkal. Li felvette a Vusang kánja (無上可汗) nevet, és fellázadtak a császárnő ellen. Vu császárnő seregeket küldött a kitaj lázadás leverésére, de csapatait a felkelők legyőzték, majd megtámadták a Csou Birodalom központi részét. A Türk Kaganátus uralkodója, Kapagan kagán is felajánlotta katonai segítségét a lázadóknak, később azonban a Csou Birodalom elleni támadások mellett a kitajokkal is összecsapott, 696 telén pedig fő táboruk ellen vonult. Ennek során foglyul ejtette a két lázadóvezér, Szun és a korábban már elesett Li családtagjait, ezzel a Csou Birodalomra nehezedő kitaj nyomás ideiglenesen megszűnt. Szun azonban felvette az elesett Li káni címét, újraszervezte hadseregét és 697-ben több győztes támadást intézett Vu császárnő birodalma ellen. Vu császárnő ütőképes szövetségest keresett, akit meg is talált Kapagan kagán személyében. Nehéz békét kötött a türk kagánnal, amelynek értelmében a korábban a Csou Birodalomhoz csatolt kök-türk területek visszakerültek türk fennhatóság alá, emellett gabonával, selyemmel, munkaeszközökkel és vassal látta el Kapagan országát. Az egyezség létrejötte után, 697 nyarán Kapagan ismét megtámadta a kitajok központját, a lázadók seregét szétszórta, és maga Szun is elesett a támadásban. Ezzel a kitaj fenyegetettség megszűnt.
Mindeközben, 697-ben Lai Junchen (aki egy darabig elvesztette hatalmát, majd visszaszerezte) Li Zhaode-t, majd a Vu hercegeket, Li Dan-t,Li Zhe-t és Taiping hercegnőt is hamis vádakkal illette. A hercegek és Taipig hercegnő Lai előtt cselekedett, és őt, valamint Li Zhaode-t száműzték a palotából. Lai halála után a titkosrendőrség uralma lassan véget ért. Fokozatosan mentették fel a korábbi gyanúsítottakat és titkos rendőröket. Ezalatt, Vu 2 újabb szeretőt vett fel udvarába – Zhang Yizi és Zhang Changzong testvéreket, akiket nagy tisztelet övezett a palotában és hercegi rangot kaptak.
698 körül Vu Chengsi és Vu Cö-tien egy másik unokaöccse, Vu Sansi, Liang hercege újra és újra megpróbálták a hivatalnokok által meggyőzni a császárnőt, hogy egyikőjüket koronaherceggé nevezze ki. Megint azzal az okkal, hogy utódot csak a saját klánjából kell választania. Di Renjie, aki ekkorra bizalmas kancellára lett Vunak, rendkívül ellenezte ezt, és felvetette az ötletet, hogy inkább Li Zhe legyen az örökös. Ebben kancellárok és Vu közeli tanácsadója, Ji Xu is támogatta. Így Vu császárnő visszahívta a számüzetésből Li Zhe-t. Kicsit később, Li Dan kinyilvánította, hogy átadja koronahercegi címét Li Zhe-nek. Visszaváltotta a nevét Li Hszienre, majd Vu Hszienre.
Később, Ashina Mochuo egy Tang herceget kért a császárnőtől, hogy saját lányával házasságot kössenek. Azt tervezte, hogy így majd bekerülhet a Tang családba, lemondatja a Csoukat és újra hatalomra vezeti a Tangokat (a saját irányítása alatt természetesen). Mikor Vu Cö-tien a saját családjából küldött egy férfit, saját unokaöccsét, Ashina visszautasította. Nem tervezte a házassággal megszilárdítani a békét, ezért a herceget fogva tartotta és egy hatalmas támadást eszelt ki a Csouk ellen. Egészen a dél Zhao prefektúráig (趙州, ma már Shijiazhuang, Hebei) hatolt, végül viszont meghátrált.
699 kedvező fordulatának számított a tibeti fenyegetés megszűnése. A tibeti császár, Tridu Szongcen minisztere, Gar Trinring hatalmának növekedését látva kihasználta az alkalmat, amikor a miniszter elhagyta a fővárost, Lhászát, és lemészárolta szövetségeseit. Rövidesen egy csatában vereséget mért Trinringre is, aki öngyilkosságot követett el. Gar Cenba és Trinring fia, Lun Gongren menedéket kértek Vu császárnőtől, a Tibeti Császárság pedig ezt követően évekig belpolitikai problémáival volt elfoglalva, és a kínai Csou-dinasztia nyugati határai háborítatlanok maradtak.
Az idősödő Vu császárnő, attól való félelmében, hogy halála utána birodalom Li Hszien és a Vu nemzetség között a hatalomért folyó marakodás áldozata lesz, 699-ben megeskette Li Tant, Tajping hercegnőt és második férjét, Vu Jou-csit, továbbá több más Vu herceget arra, hogy halála után sem fordulnak egymás ellen.

### Uralkodásának vége

Vu Cö-tien császárnő birodalmának hozzávetőleges kiterjedése 700 körül

Ahogy Vu Cö-tien egyre idősebb lett, Csang Ji-csi és Csang Csang-cung egyre nagyobb hatalomra tett szert, annyira, hogy még a Vu hercegek is az ő kegyeiket keresték. Maga a császárnő is leginkább rájuk hagyatkozott az államügyek intézésében. Ezt Vu császárnő unokái – Li Csong-zsun, Sao hercege, Li Hszien-huj, Jongtaj úrhölgye és utóbbi férje, Vu Jan-csi, Vej hercege – nehezményezték is és egymás között gyakran bírálták ezért császári nagyanyjukat. Ezek a beszélgetések valahogy kitudódtak és a császárnő fülébe jutottak, aki elrendelte, hogy családtagjai kövessenek el öngyilkosságot (más források szerint Li Csong-zsunt nádpálcával verték halálra, a gyermeket váró Li Hszien-hujt pedig a fivére és férje halála miatti megrázkódtatás miatti vetélés vitte sírba).
A császárnő előrehaladott életkora ellenére is figyelemmel követte az általa tehetségesnek tartott udvari tisztviselők sorsát, támogatta előrejutásukat. 703-ra megromlott a kapcsolat Csang Ji-csi és Csang Csang-cung és az idős kancellár, Vej Jüan-csung között, amiért megfosztotta rangjától egyik fivérüket, Csang Csang-jit, másik fivérük, Csang Csang-csi előléptetését pedig visszautasította. A Csang testvérek attól is tartottak, hogy Vu császárné halála esetén Vej eltávolíttatná őket az útból. Ezt megelőzendő azzal akarták befeketíteni Vu előtt Vej kancellárt, hogy az a császárnő idős korára tekintettel annak halálára készül. Rávették Vej egyik beosztottját, Csang Suót, hogy támassza alá vádjaikat, ám az, amikor a császárnő elé került, összeomlott, és mindent elárult a Csang fivérek szervezkedéséről. A haláltól ugyan megmenekültek, de Vu császárnő száműzte mindannyiukat.

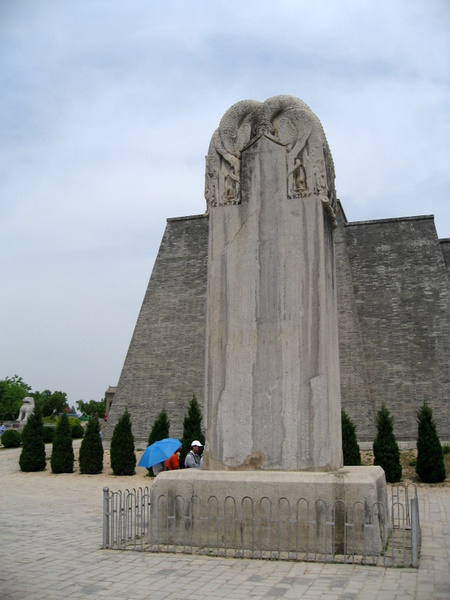
Az egykori birodalmi főváros, Csangan közelében, a Csienling-mauzóleum területén, a Főnix Kaputól keletre található sírhely, az Üres Tábla vagy Szótlan Sírkő. A 706-ban épült, 6,3 méter magas és 98 tonnát nyomó építményben temették el Vu császárnőt. Írás nem jelöli a sírt, oldalain sárkányok, csúcsán kagylók kőfaragványai láthatók

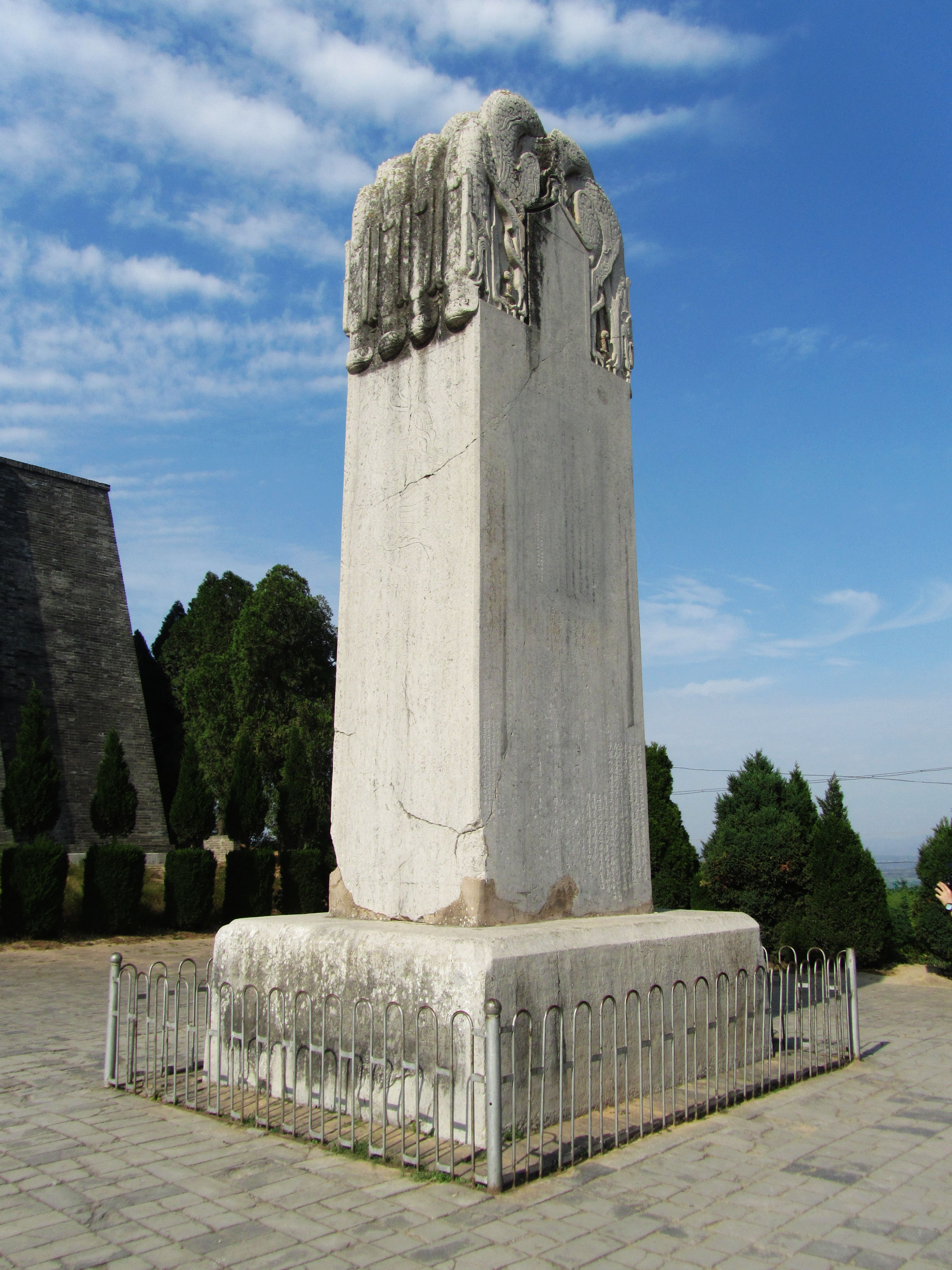
Az Üres Tábla oldalnézetből

## Család

### Ősök
|  |                  |  |  |  |  |  |  |  |  |  |  |  |  |  |  |  |
|  | 16. Vu Csü-csang |  |  |  |  |  |  |  |  |  |  |  |  |  |  |  |
|  |                  |  |  |  |  |  |  |  |  |  |  |  |  |  |  |  |
|  |                  |  |  |  |  |  |  |  |  |  |  |  |  |  |  |  |
|  | 8. Vu Csien      |  |  |  |  |  |  |  |  |  |  |  |  |  |  |  |
|  |                  |  |  |  |  |  |  |  |  |  |  |  |  |  |  |  |
|  |                  |  |  |  |  |  |  |  |  |  |  |  |  |  |  |  |
|  | 17. Liu úrhölgy  |  |  |  |  |  |  |  |  |  |  |  |  |  |  |  |
|  |                  |  |  |  |  |  |  |  |  |  |  |  |  |  |  |  |
|  |                  |  |  |  |  |  |  |  |  |  |  |  |  |  |  |  |
|  | 4. Vu Hua        |  |  |  |  |  |  |  |  |  |  |  |  |  |  |  |
|  |                  |  |  |  |  |  |  |  |  |  |  |  |  |  |  |  |
|  |                  |  |  |  |  |  |  |  |  |  |  |  |  |  |  |  |
|  | 9. Szong úrhölgy |  |  |  |  |  |  |  |  |  |  |  |  |  |  |  |
|  |                  |  |  |  |  |  |  |  |  |  |  |  |  |  |  |  |
|  |                  |  |  |  |  |  |  |  |  |  |  |  |  |  |  |  |
|  | 2. Vu Sihuo      |  |  |  |  |  |  |  |  |  |  |  |  |  |  |  |
|  |                  |  |  |  |  |  |  |  |  |  |  |  |  |  |  |  |
|  |                  |  |  |  |  |  |  |  |  |  |  |  |  |  |  |  |
|  | 5. Csao úrhölgy  |  |  |  |  |  |  |  |  |  |  |  |  |  |  |  |
|  |                  |  |  |  |  |  |  |  |  |  |  |  |  |  |  |  |
|  |                  |  |  |  |  |  |  |  |  |  |  |  |  |  |  |  |
|  | 1. Vu Cö-tien    |  |  |  |  |  |  |  |  |  |  |  |  |  |  |  |
|  |                  |  |  |  |  |  |  |  |  |  |  |  |  |  |  |  |
|  |                  |  |  |  |  |  |  |  |  |  |  |  |  |  |  |  |
|  | 12. Jang Sao     |  |  |  |  |  |  |  |  |  |  |  |  |  |  |  |
|  |                  |  |  |  |  |  |  |  |  |  |  |  |  |  |  |  |
|  |                  |  |  |  |  |  |  |  |  |  |  |  |  |  |  |  |
|  | 6. Jang Ta       |  |  |  |  |  |  |  |  |  |  |  |  |  |  |  |
|  |                  |  |  |  |  |  |  |  |  |  |  |  |  |  |  |  |
|  |                  |  |  |  |  |  |  |  |  |  |  |  |  |  |  |  |
|  | 3. Jang úrhölgy  |  |  |  |  |  |  |  |  |  |  |  |  |  |  |  |
|  |                  |  |  |  |  |  |  |  |  |  |  |  |  |  |  |  |
|  |                  |  |  |  |  |  |  |  |  |  |  |  |  |  |  |  |

## Fordítás
- Ez a szócikk részben vagy egészben  a   Wu Zetien című angol Wikipédia-szócikk ezen változatának fordításán alapul.  Az eredeti cikk szerkesztőit annak laptörténete sorolja fel. Ez a jelzés csupán a megfogalmazás eredetét és a szerzői jogokat jelzi, nem szolgál a cikkben szereplő információk forrásmegjelöléseként.